# 奧斯本 (愛達荷州)
奧斯本（英語：Osburn）是一個位於美國愛達荷州肖肖尼縣的城市。

## 地理
奧斯本的座標為47°30′23″N 116°00′20″W / 47.50639°N 116.00556°W，而該地的平均海拔高度為770米（即2520英尺）。

## 人口
根據2020年美國人口普查的數據，奧斯本的面積為3.46平方千米，當中陸地面積為3.41平方千米，而水域面積為0.05平方千米。當地共有人口1567人，而人口密度為每平方千米452.89人。